# Viviane (Chausson)
Pour les articles homonymes, voir Viviane.
Viviane est un poème symphonique d'Ernest Chausson, portant le numéro d'opus 5. 

## Présentation
Viviane est la première véritable composition orchestrale d'Ernest Chausson, âgé de vingt-sept ans lorsqu'il en commence l'écriture en septembre 1882. La pièce porte le sceau de l'influence conjointe de César Franck et de Wagner, dont Chausson venait d'assister à la création cette même année de l'ultime opéra, Parsifal, à Bayreuth.
L'œuvre évoque le personnage de la fée Viviane, la célèbre Dame du Lac qui recueillit Lancelot, et surtout ses relations avec l'enchanteur Merlin dans la forêt de Brocéliande. Chausson était un passionné des légendes arthuriennes, auxquelles il consacra son œuvre capitale, l'opéra Le Roi Arthus. L'argument du poème symphonique est indiqué par le compositeur en exergue de la partition,, :

« Viviane et Merlin dans la forêt de Brocéliande. Scène d'amour.
Appels de trompette. Des envoyés du Roi Arthus parcourent la forêt à la recherche de l'Enchanteur.
Merlin se rappelle sa mission ; il veut fuir et s'échapper des bras de Viviane.
Scène de l'enchantement. Pour le retenir, Viviane endort Merlin et l'entoure d'aubépines en fleurs. »

Terminée en décembre 1882, Viviane est dédiée à Jeanne Escudier, fiancée de Chausson (qu'il allait épouser en juin), et créée à la salle Érard le 31 mars 1883 à la Société nationale de musique, sous la direction d'Édouard Colonne ; au programme du concert figurait également la création du Chasseur maudit de César Franck. En 1887, Chausson révise sa partition en la réorchestrant, version créée sous la direction de Charles Lamoureux le 29 janvier 1888.
Pour le musicologue François-René Tranchefort, l'ouvrage, « fermement architecturé, finement instrumenté (l'introduction, avec ses sonneries de cors, puis son ample phrase confiée aux cordes, est à cet égard un modèle), [...] préfigure avec une grande spontanéité les partitions de la maturité ».
La durée moyenne d'exécution de l’œuvre est de douze minutes environ.

## Instrumentation
Viviane est instrumentée pour orchestre symphonique :
| Instrumentation de Viviane                                                |
| Bois                                                                      |
| 3 flûtes (dont 1 jouant piccolo), 2 hautbois, 2 clarinettes, 3 bassons    |
| Cuivres                                                                   |
| 4 cors, 2 trompettes (plus 2 trompettes en coulisse), 3 trombones, 1 tuba |
| Percussions                                                               |
| timbales, grosse caisse, cymbales, 2 cymbales antiques (fa et do)         |
| Claviers / cordes pincées                                                 |
| 2 harpes                                                                  |
| Cordes                                                                    |
| premiers violons, seconds violons, altos, violoncelles, contrebasses      |

Il existe également une réduction de l'œuvre pour piano à quatre mains, réalisée par Vincent d'Indy,.